# Сиена (провинция)
Вижте пояснителната страница за други значения на Сиена.
Сиена (на италиански: Provincia di Siena) е провинция в Италия, разположена в югоизточната част на Тоскана.
Площта ѝ е 3821 км², а населението – около 267 000 души (2001). Провинцията включва 35 общини, административен център е град Сиена.

## Административно деление
Провинцията се състои от 35 общини:
- Сиена
- Абадия Сан Салваторе
- Ашано
- Буонконвенто
- Гайоле ин Кианти
- Казоле д'Елса
- Кастелина ин Кианти
- Кастелнуово Берарденга
- Кастильоне д'Орча
- Кианчано Терме
- Киуздино
- Киузи
- Коле ди Вал д'Елса
- Монталчино
- Монтепулчано
- Монтериджони
- Монтерони д'Арбия
- Монтичано
- Мурло
- Пианкастаняйо
- Пиенца
- Поджибонси
- Рада ин Кианти
- Радикофани
- Радикондоли
- Раполано Терме
- Сан Джиминяно
- Сан Кашано дей Бани
- Сан Куирико д'Орча
- Сартеано
- Синалунга
- Совичиле
- Торита ди Сиена
- Трекуанда
- Четона